# Claudius Jacquand
Claude Jacquand, conhecido como Claudius Jacquand (11 de dezembro de 1803, Lyon – 2 de abril de 1878, Paris) foi um pintor francês de quadros históricos, cenas de gênero e temas religiosos.

## Biografia
Ele veio de uma família dedicada ao artesanato e seu pai era fabricante de pentes. Teve suas primeiras aulas de arte na École nationale des beaux-arts de Lyon com Fleury François Richard . Após a morte de sua mãe em 1836, ele se mudou para Paris e começou a expor.
Em 1839, ele foi nomeado Cavaleiro da Legião de Honra, e, no ano seguinte, recebeu a Medalha de Ouro em uma exposição em Bruxelas. No ano seguinte, em uma exposição em Haia, ganhou outra Medalha de Ouro e foi condecorado com a Ordem de Leopoldo. Seu pai faleceu pouco depois, deixando-lhe várias propriedades valiosas, o que lhe permitiu casar-se com a aristocrata Lydia de Forbin, filha de Louis Nicolas Philippe Auguste de Forbin e viúva do Visconde Alexandre Paul de Pinelli. Ele ensinou pintura a seu genro Auguste de Pinelli, que também se tornou um artista renomado.
Ele e sua família se estabeleceram na cidade natal dela, Émeringes, onde ele construiu uma mansão inspirada em um castelo que viu em Paris. Foi escolhido prefeito em 1844. Um ano depois, expôs no Salão, onde Charles Baudelaire o caracterizou como um pintor de “vigésima qualidade”.
Após a Revolução Francesa de 1848, sua renda começou a diminuir drasticamente e ele procurou emprego remunerado. Uma tentativa de obter o cargo de Diretor no Musée de l'Histoire de France em Versalhes não teve sucesso. Ele e Lydia se mudaram para Boulogne-sur-Mer em 1852 e venderam suas propriedades em Émeringes para ajudar a manter seu estilo de vida. No entanto, em 1856, eles foram forçados a procurar acomodações mais baratas em Paris. Lídia morreu em 1863, em meio a problemas financeiros cada vez piores. Ele continuou a expor regularmente, ganhando apenas o suficiente para sobreviver. Ele morreu em 1878.

## Pinturas selecionadas

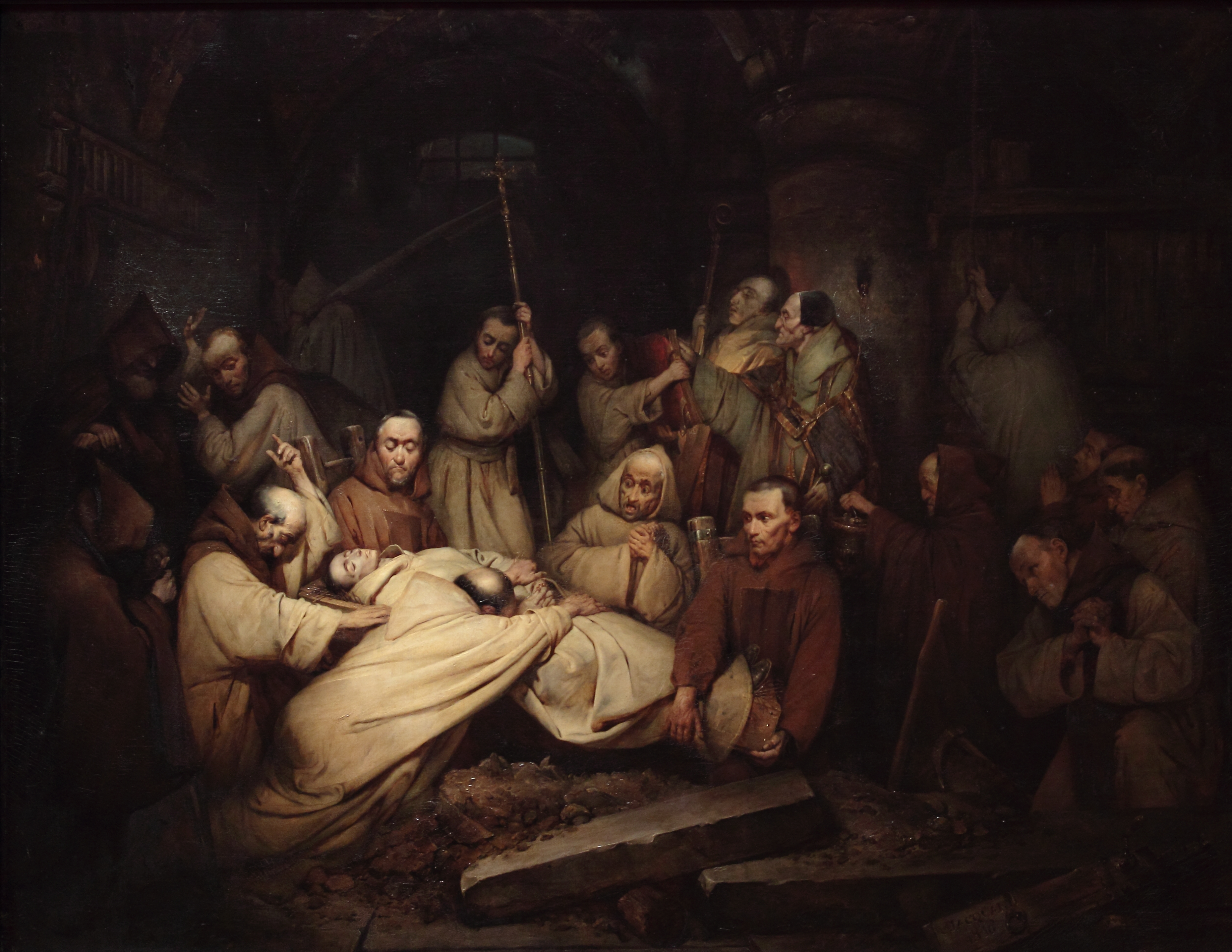
O Conde de Comminges registrando Adelaide, cena de um romance deClaudine Guérin de Tencin, (1836)
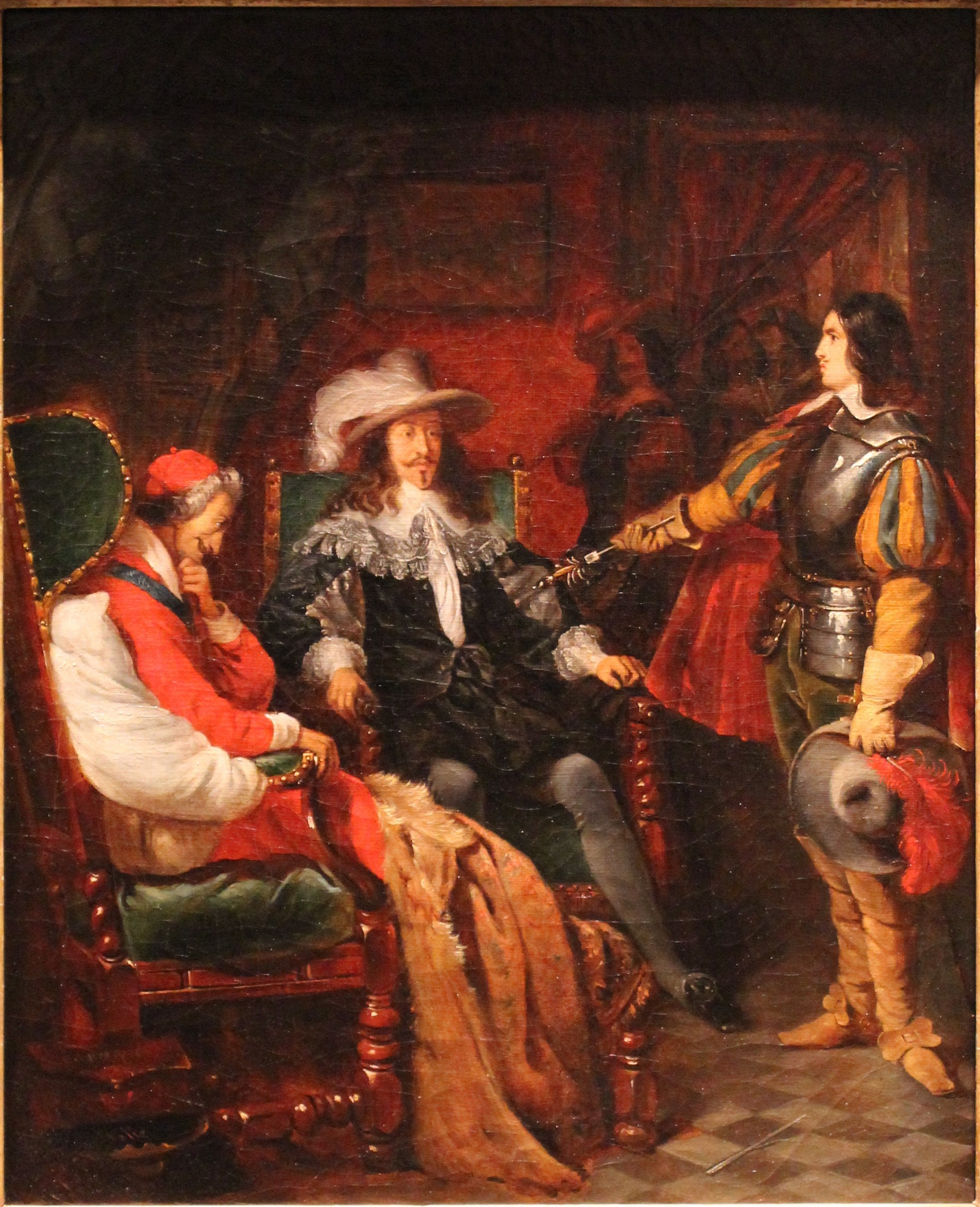
Cinco Martesentregando sua espada a Luís XIII (1836–37)
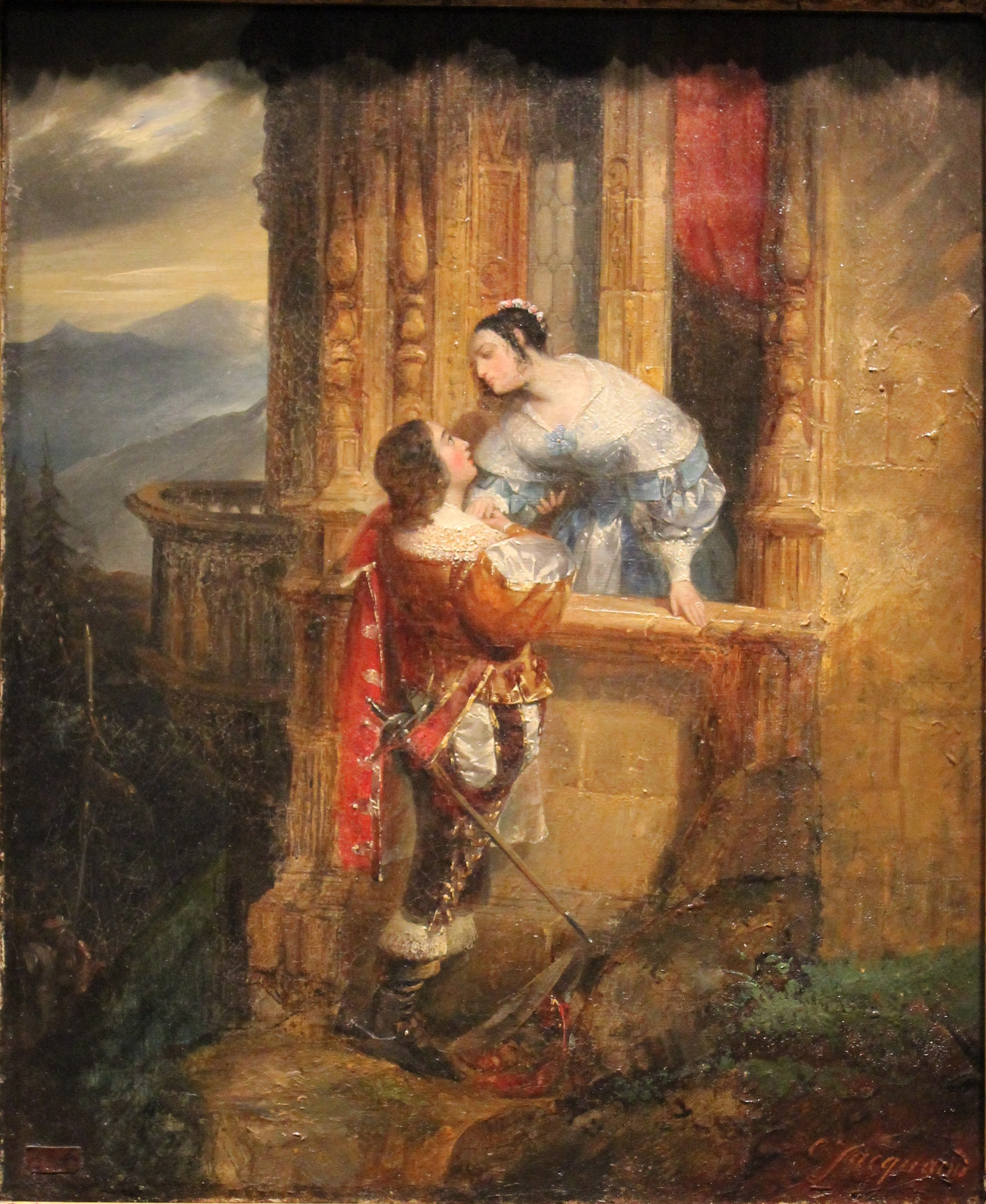
Adeus de Cinq-Mars e Marie d'Entraigues (1836)
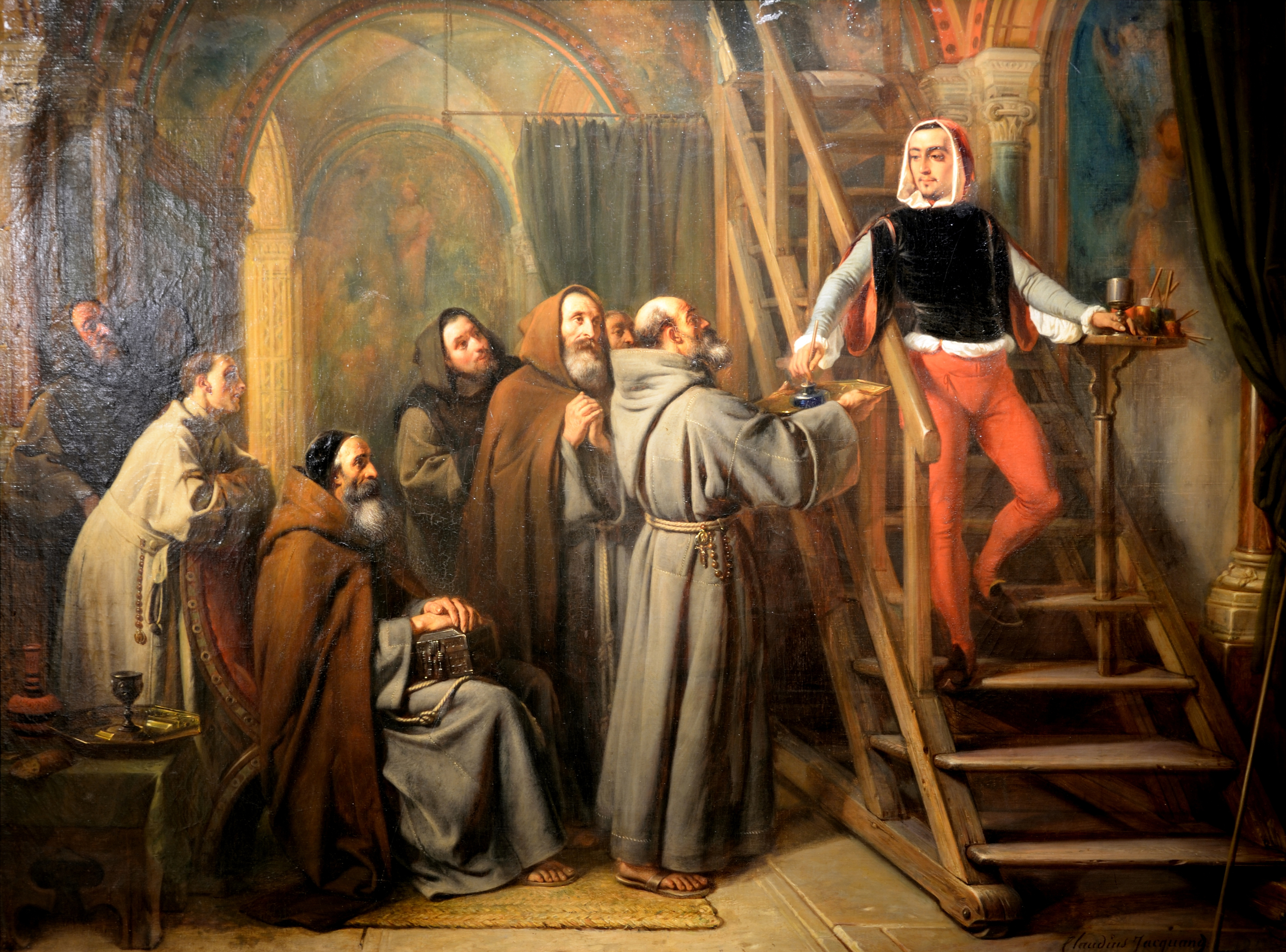
Pietro Perugino Pintura para os monges de Perúgia (1857)
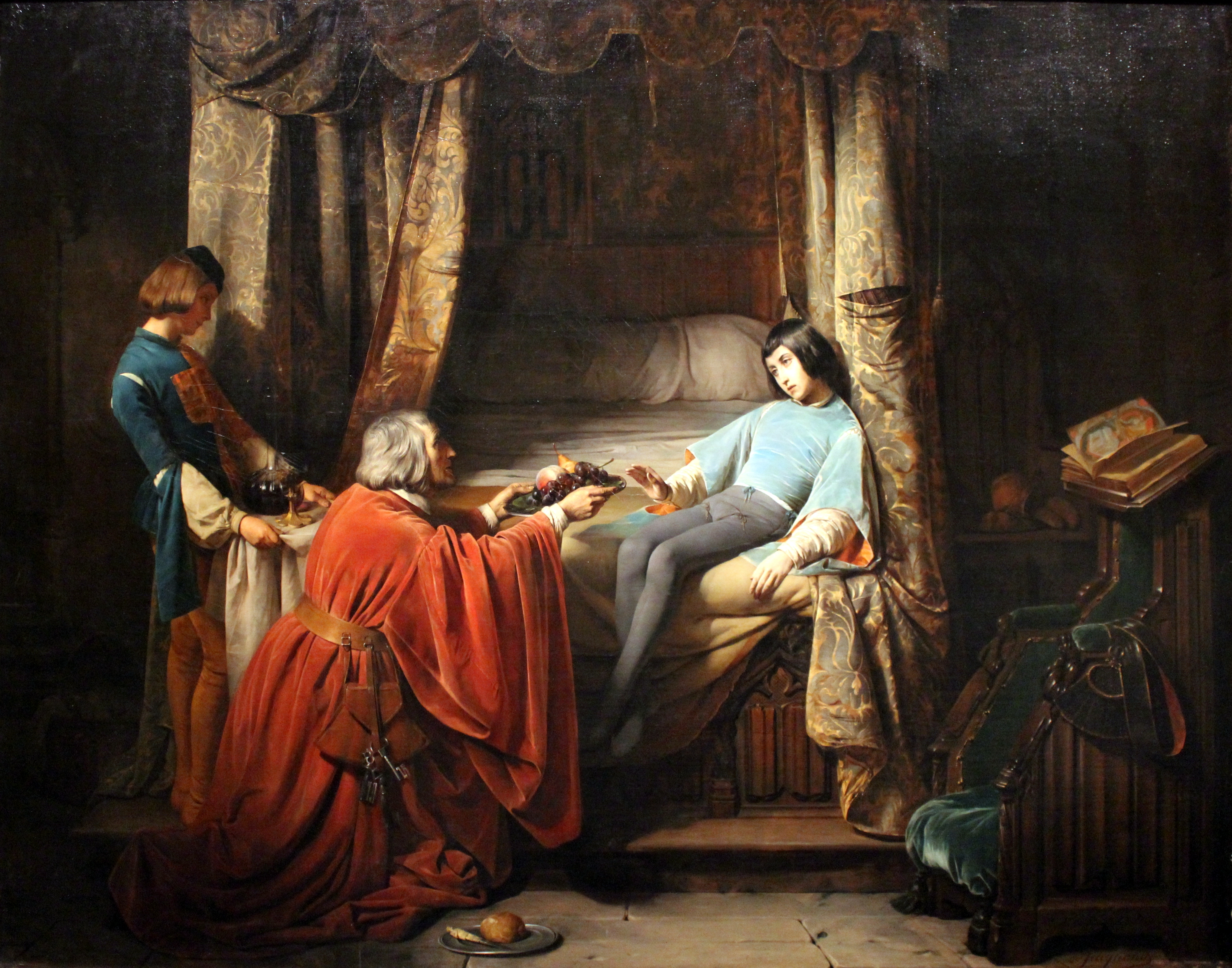
O Jovem Gastão, Chamado Anjo de Foix (1838)
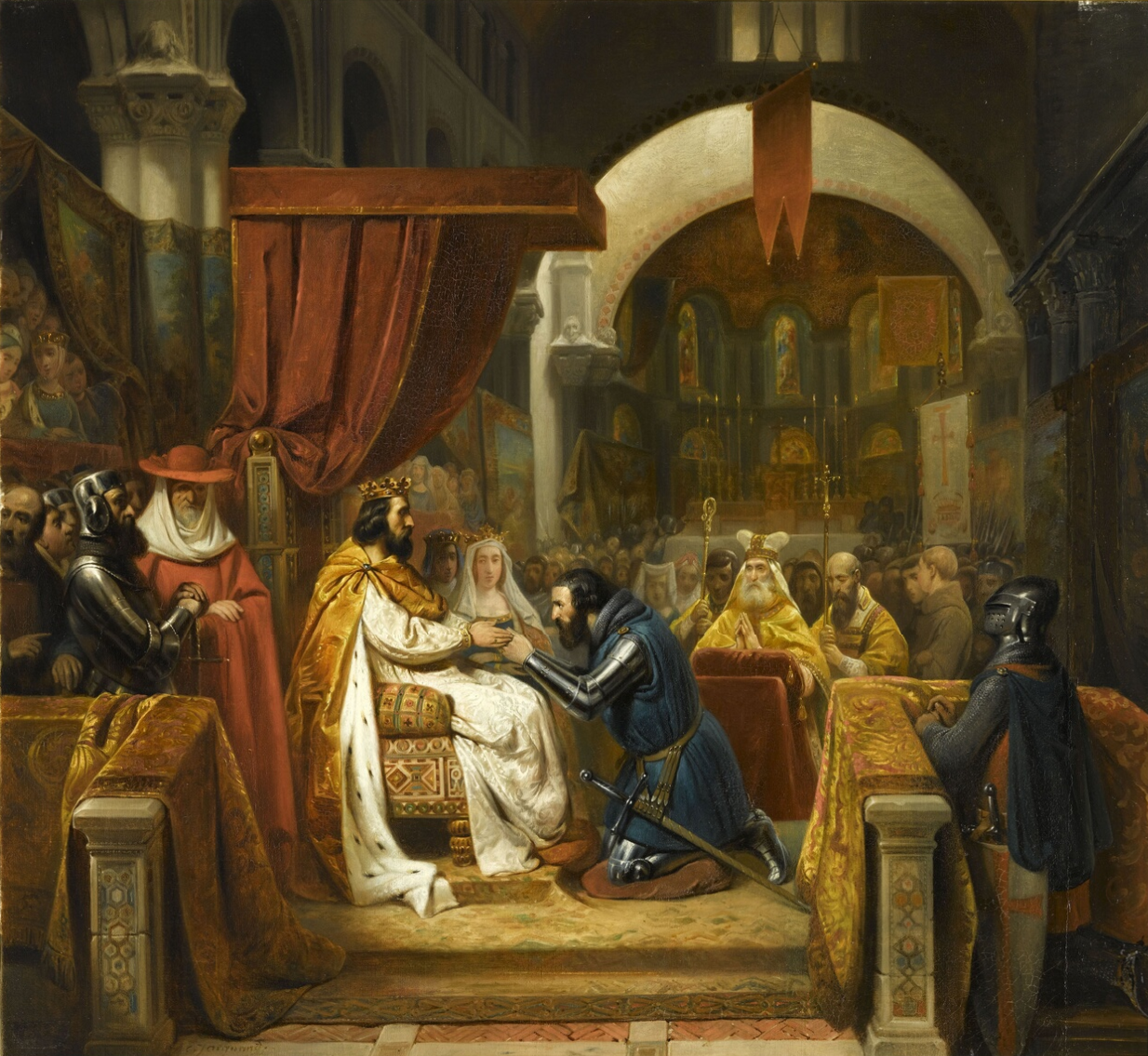
Henrique de Borgonha é investido não Condado de Portugal, 1094 (1841)
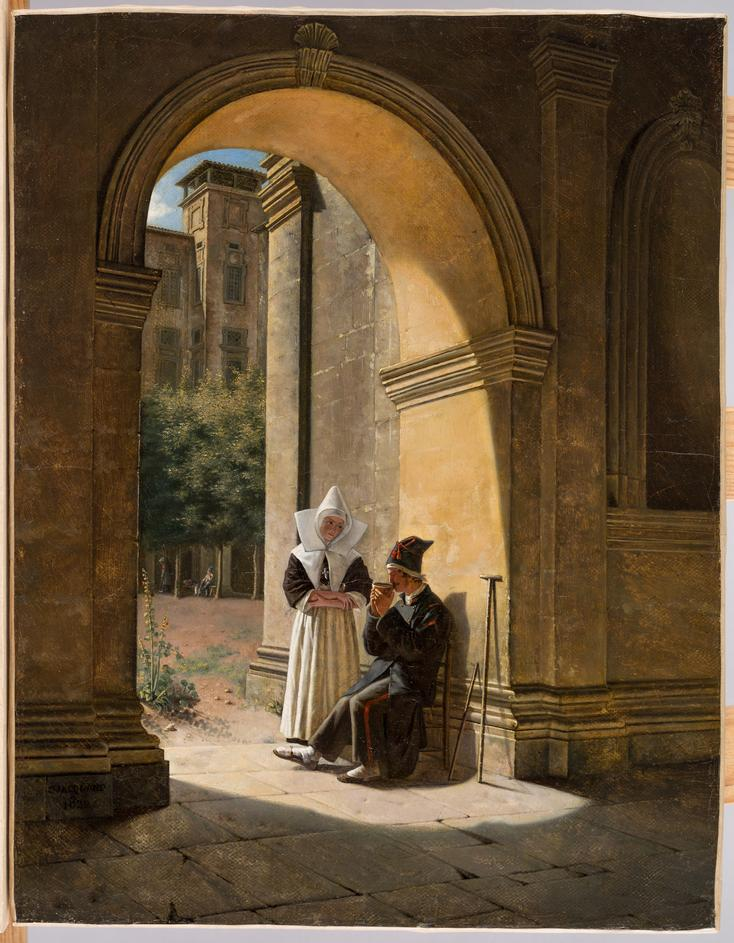
Uma freira cuida de um soldado em um claustro (1822)